# Sadovi (Kíyevskoye, Krymsk, Krasnodar)
Sadovi (del ruso: Садовый) es un jútor del raión de Krymsk del krai de Krasnodar, en Rusia. Está situado a orillas del río Ruskaya, afluente del Kudako, que lo es del Adagum, de la cuenca del Kubán, 13 km al noroeste de Krymsk y 88 km al oeste de Krasnodar. Tenía 163 habitantes en 2010
Pertenece al municipio Kíyevskoye.